# The Pentagram Burns
"The Pentagram Burns" er en single fra det norske black metal-band Satyricons  album Now, Diabolical fra 2006. Den blev kun udgivet som promo-materiale og indeholder to forskellige versioner af den samme sang.

## Spor
1. "The Pentagram Burns (club/radio/video edit)" – 04:05
2. "The Pentagram Burns (album version)" – 05:39

## Musikere
- Satyr – Guitar, bas, keyboards, vokal
- Frost – Trommer

| Musik | Spire Denne musikartikel er en spire som bør udbygges. Du er velkommen til at hjælpe Wikipedia ved at udvide den. |